# How My Heart Sings!
How My Heart Sings! ist ein Jazzsong von Anne und Earl Zindars, der das Titelstück des gleichnamigen Jazz-Albums von Bill Evans darstellt, aufgenommen am 17. Mai, 29. Mai und 5. Juni 1962 in New York City und 1964 veröffentlicht auf Riverside Records.

## Das Album
Durch den Unfalltod des Bassisten Scott LaFaro am 6. Juli 1961 kam das Bill Evans-Trio der späten 1950er Jahre zu einem jähen Ende. Kurz zuvor waren noch die Konzertmitschnitte im New Yorker Village Vanguard entstanden, veröffentlicht als Waltz for Debby und Sunday at the Village Vanguard. Chuck Israels ersetzte schließlich den verunglückten LaFaro, nachdem der Pianist – schockiert durch den Verlust des Bassisten und Freundes – eine Weile nicht mehr gespielt hatte. Nach einigen Monaten mit Proben fühlte sich Bill Evans wieder bereit für Aufnahmen bei Riverside.
Orrin Keepnews, der mit Evans diesmal auch ein reines Balladenalbum aufnehmen wollte, ließ ihn mit seinem Trio bei den im Mai und Juni 1962 stattfindenden Sessions unterschiedliches Material aufnehmen; dazu zählten die Evans-Kompositionen „Very Early“ und „Re: Person I Knew“, die dann 1963 auf dem Balladen-Album Moon Beams (RLP 428) erschienen, sowie weitere Stücke von Evans wie „Walking Up“, „Show-Type Tune“ und „34 Skidoo“, die der Pianist überwiegend in mittlerem und schnellem Tempo spielte, später jedoch selten in seinem Repertoire hatte. Das spätere Album beginnt mit einem lyrischen Walzer, dem Titelstück des Albums aus der Feder des Komponisten Earl Zindars, der mit Evans befreundet war. Schon in diesem Stück zeigt sich Evans’ Absicht, bei diesen Aufnahmen einen singenden Sound zu erzeugen, wie er selbst in den Liner Notes zu dem Album schrieb. „Es enthält ein reizendes 4/4 Zwischenspiel, eingerahmt von einer entzückenden, lyrischen Linie im 3/4 Takt, “ so Bill Evans.
Hinzu kam eine Interpretation des Gershwin-Klassikers „Summertime“, die nach Cook/Morton zu dem mehr dramatischen Versionen des Standards gehört. sowie Brubecks Komposition „In Your Own Sweet Way“ (von dem die CD-Edition auch einen Alternate Take enthält).
Bei dem Standard „Summertime“, den Evans im mittleren Tempo spielt, folgt er bei der Melodie dem swingenden Thema von Motians Schlagzeugspiel und verändert schließlich die Linie der Melodie mit einer Anzahl von Arpeggios und kurzen gehackten Phrasen. Im Titelstück bewegt sich sein Solo wellenförmig aus dem mittleren Register, und Paul Motians Arbeit mit den sticks
lässt den Rhythmus des Stücks aufscheinen und betont damit den tänzerischen und singbaren Charakter des Stücks. In Cole Porters „Everything I Love“ nimmt Evans einen Motiv des Stücks auf, bricht es, und ordnet es in den treibenden swing des Stücks ein.

## Bewertung des Albums
Hanns E. Petrik sieht das Album als erstaunliche Leistung, wenn man bedenkt, dass Chuck Israels erst ein halbes Jahr in Evans’ Trio spielt. „Das Trio wirkt eingespielt und in sich geschlossen, die harmonischen Ideen des Pianisten gehaltvoll und anregend.“ Petrik zitiert in seiner Besprechung des Albums eine damalige Rezension des Down Beat, „zwei Komponenten im Spiel von Evans seien bemerkenswert: Die treffenden Akkord-Akzente der linken Hand und die Art, wie Harmoniestrukturen in den Stücken vielfach durch ganz neue oder ergänzende ersetzt oder verfeinert würden“.
Tom Jurek bewertet das Album im All Music Guide mit vier Sternen und hebt in seinem Kommentar besonders die Leistungen des neuen Bassisten Chuck Israels hervor; der Bassist ordne sich eher in die rhythm section ein und unterstütze den Pianisten.

## Die Titel
Bill Evans Trio – „How My Heart Sings!“ (Riverside RM 473, OJC 369-2)
1. How My Heart Sings (Zindars) 4:55
2. I Should Care (Cahn – Stordahl – Weston) 4:53
3. In Your Own Sweet Way (Dave Brubeck) (take 1) 6:56
4. In Your Own Sweet Way (take 2, alternate take) 5:50
5. Walking Up (Bill Evans) 4:54
6. Summertime (Gershwin – Heyward – Gershwin) 5:57
7. 34 Skidoo (Bill Evans) 6:18
8. Ev’rything I Love (Cole Porter) 4:11
9. Show-Type Tune (Bill Evans) 4:21

## Editorische Anmerkungen
Riverside-Produzent Orrin Keepnews hielt die Aufnahmen für das Trio-Album zunächst nach Auslaufen des Riverside-Vertrages zurück und veröffentlichte sie erst 1964, als der Pianist schon beim Verve-Label unter Vertrag stand.
1977 veröffentlichte Orrin Keepnews schließlich die Aufnahmen der beiden Riverside-Alben geschlossen in einem Doppelalbum auf Milestone Records unter dem Titel The Second Trio (Milestone M-47046). Die Neuveröffentlichung des Albums im Jahr 1989 durch Original Jazz Classics wurde um den alternate take von „In Your Own Sweet Way“ ergänzt.